# Спомен-костурница на Белом Камену
Спомен-костурница на Белом Камену налази се на релативно скривеном путу ка самом врху Космај планине. Сачињена је од квалитетног, дуготрајног камена те одолева зубу времена и чува погинуле од заборава, односно подсећа на Бој на Космају, који се неретко сматра одлучујућим за Колубарску битку.

## О споменику
1914. у јесен почела је друга Поћрекова офанзива која је од претходне припремана знатно опрезније и прецизније, стога је и давала резултате. Храбро се бранила Српска војска, но ипак је пред великим ударом морала да се повлачи. Поред велике борбе Београд је пао, али упркос томе нова линија одбране се формирала на Космају, а њом је руководио Гвоздени, односно чувени генерал Михаило Живковић, потомак Хајдук Вељка Петровића. У децембру поменуте године почеле су жестоке, љуте борбе махом прса у прса, бомбама и бајонетима. Шездесетак батаљона трудило се да пробије одбрану, али нису у томе успели. Тродневно вођене борбе су изнедриле српску одбрану која је издржала стоички и остала управо на Космају.
Битка је била пресудна по даље историјске токове јер су српске снаге кренуле у контраофанзиву преко Колубаре и 1915. године Београд је био ослобођен.
Доста изгинулих српских војника дало је своје животе за виши циљ и ова бела мермерна плоча са уклесаним стиховима славног песника Ђуре Јакшића нас подсећа да се није узалуд гинуло и да ће жртве живети кроз сећања.